# (2696) Мажион
(2696) Мажион (лат. Magion) — астероид внутренней части главного пояса, который принадлежит к спектральному классу X и входит в состав семейства Флоры. Он был открыт 16 апреля 1980 года словацким астрономом Ладиславом Брожеком в обсерватории Клеть и назван в честь первого чехословацкого спутника Маджион-1, запущенного в 1978 году.
- Орбита астероида Мажион и его положение в Солнечной системе